# Valduérteles
Valduérteles es una localidad española del municipio de Villar del Río, perteneciente a la provincia de Soria, en la comunidad autónoma de Castilla y León.

## Geografía
Pueblo de la comarca de las Tierras Altas y del partido judicial de Soria, pertenece al municipio de Villar del Río. Para la administración eclesiástica de la Iglesia católica, forma parte de la Diócesis de Osma la cual, a su vez, pertenece a la Archidiócesis de Burgos. Para llegar a Valduérteles hay que tomar en Garray la carretera SO-615 con dirección a Yanguas y, entre los kilómetros 32-33, desviarse a la izquierda por el despoblado de Villaseca Bajera. El pueblo está a unos 3 km del desvío.

## Historia
A mediados del siglo XIX, el lugar, por entonces con ayuntamiento propio, tenía contabilizada una población de 60 habitantes. Aparece descrito en el decimoquinto volumen del Diccionario geográfico-estadístico-histórico de España y sus posesiones de Ultramar de Pascual Madoz de la siguiente manera:

VALDUERTELES: l. con ayunt. en la prov. de Soria (7 leg.), part. jud. de Agreda (8), aud. terr. y c. g. de Búrgos, dióc. de Calahorra (8 1/2): sit. á la márg. izq. del r. Cidacos y de un arroyo que pasa inmediato á la pobl. y desagua en aquel; su clima es frio, y las enfermedades mas comunes, fiebres intermitentes: tiene 25 casas; la consistorial, y una igl. filial de la de Yanguas; confina el térm. con los de Bretun, Aldeaelcardo, Villar del Rio y la Laguna: el terreno bañado por los indicados r. y arroyo, es áspero, desigual y de mediana calidad. caminos: los vecinales. prod.: trigo, cebada, centeno, avena, patatas, legumbres, hortalizas y buenos pastos con los que se mantiene ganado lanar y las caballerias necesarias para la agricultura, única ind. de los vec. comercio: esportacion del sobrante de frutos y ganado, é importacion de los art. que faltan. pobl.: 16 vec., 60 alm. cap. imp.: 13,703 rs.
(Madoz, 1849, p. 299)

## Patrimonio
Iglesia de Nuestra Señora del Espino.